# Diveria
Die Diveria (auf Schweizer Seite Doveria, im Oberlauf Chrummbach) ist der bedeutendste Nebenfluss der Tosa und entwässert die Südseite des Simplonpasses. Sie entspringt oberhalb des Simplonpasses im Kanton Wallis, Schweiz.
Sie durchfließt die Gondoschlucht und nimmt bei Gondo das von Zwischbergen kommende Grosse Wasser auf. Hinter Gondo quert sie die italienische Grenze und durchfließt in der Folge das ganze Val Divedro. Ihr größter Nebenfluss, die Cairasca, mündet bei Bertonio (Gemeinde Varzo). Sie mündet bei Crevoladossola in die Tosa.

## Galerie

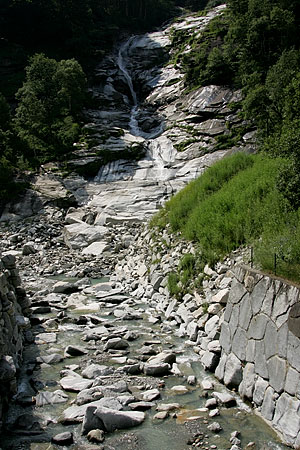
Mündung des Grossen Wassers in die Doveria
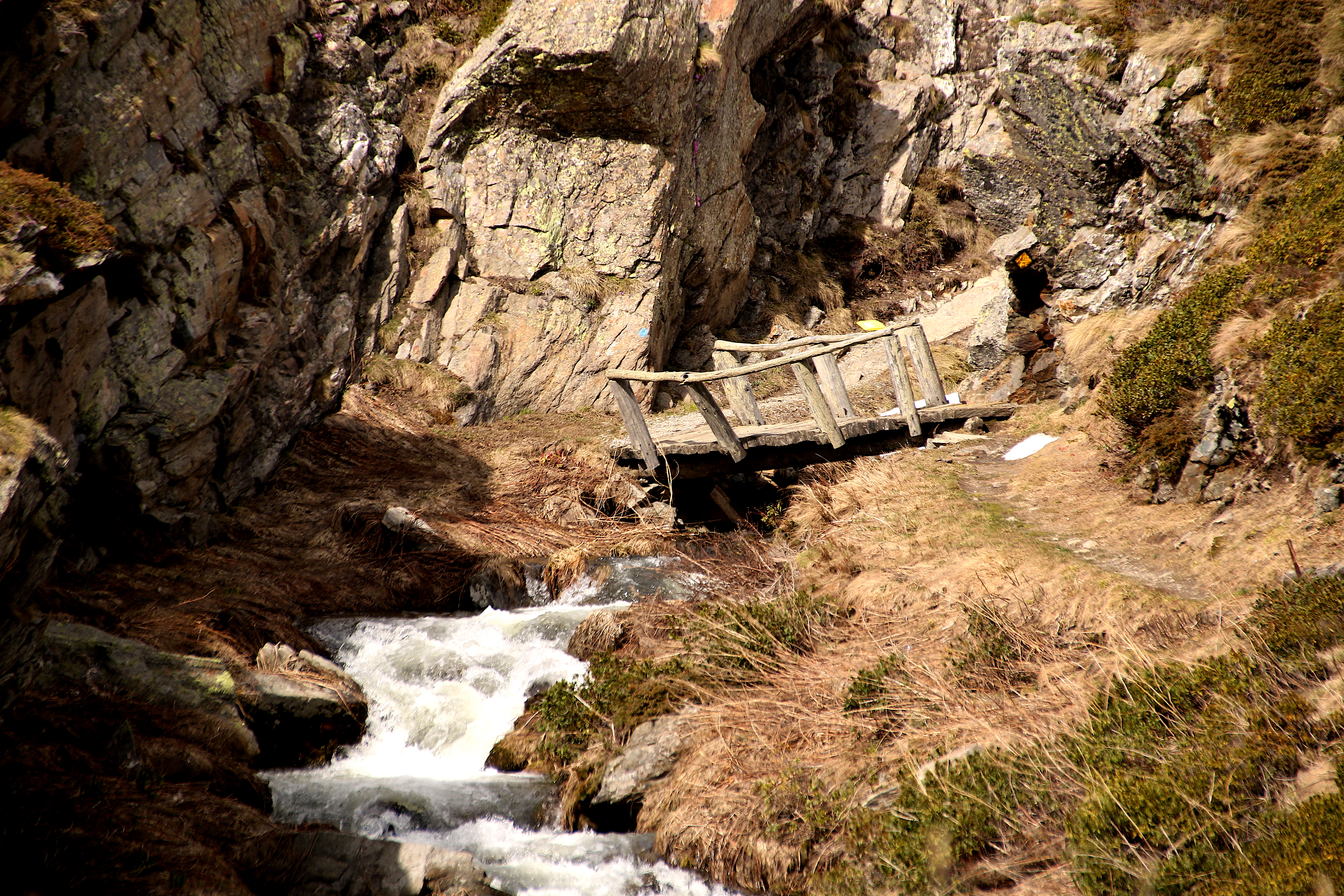
Chrummbach auf dem Simplonpass (Mai 2018)